# Sedahkidul
Sedahkidul is een bestuurslaag in het regentschap Bojonegoro van de provincie Oost-Java, Indonesië. Sedahkidul telt 940 inwoners (volkstelling 2010).